# Зарецкая (Вологодская область)
Зарецкая — деревня в Белозерском районе Вологодской области.
Входит в состав Панинского сельского поселения, с точки зрения административно-территориального деления — в Панинский сельсовет.
Расположена на правом берегу реки Маттерки. Расстояние по автодороге до районного центра Белозерска составляет 67,5 км, до центра муниципального образования деревни Панинская — 0,5 км. Ближайшие населённые пункты — Борок, Костино, Панинская.
Население по данным переписи 2002 года — 28 человек (13 мужчин, 15 женщин). Всё население — русские.